# Marco Palmezzano
Marco Palmezzano (Forlì, 1459 circa – Forlì, 1539) è stato un pittore e architetto italiano allievo di Melozzo da Forlì, col quale costituisce il nucleo della scuola forlivese di pittura.
Scrive, infatti, Antonio Paolucci, già direttore dei Musei Vaticani: «A Forlì l'arte figurativa assumeva aspetti distinguibili rispetto a quelli pur simili e fraterni presenti nelle città vicine. Il responsabile della differenza, l'artista che ha dato alla Forlì del Rinascimento una sua specifica identità, è stato Marco Palmezzano». Tra i pittori su cui Palmezzano ha influito, si può citare anche il cosiddetto Maestro dei Baldraccani.
Secondo Clara Erskine Clement, la sua pittura, che è stata anche definita "geometrica" in quanto fortemente prospettica, anticipa e prepara quella del Correggio, del Carracci e degli altri barocchi.

## Biografia
Marco Palmezzano nacque a Forlì attorno al 1459.
La sua formazione si svolse nell'ambito di Melozzo da Forlì, infatti nelle sue prime opere si firma "Marcus de Melotiis", cioè Marco di Melozzo. Da lui riprese la salda impostazione monumentale delle figure; e con lui fu sia a Loreto, dove partecipò alla decorazione della cappella del Tesoro nella Santa Casa (sua è l'Entrata di Cristo in Gerusalemme), sia a Roma, dove lavorò nell'abside di Santa Croce in Gerusalemme.
Da Roma, Palmezzano riportò in Romagna la decorazione a grottesche (decorazioni ispirate a quelle dell'allora riscoperta Domus Aurea di Nerone e che diventano ben presto di moda), che formavano spesso il rivestimento decorativo delle sue architetture dipinte.
A questo primo periodo è da riferire la Crocifissione della Pinacoteca civica di Forlì.
Del 1492 è la Madonna col Bambino fra i santi Giovanni Battista e Margherita della Chiesa Parrocchiale di Dozza.
Fra il 1493 e il 1494 fu a Forlì, al fianco di Melozzo da Forlì per la decorazione della Cappella Feo nella Chiesa di San Biagio (distrutta nei bombardamenti della seconda guerra mondiale); la sua mano può essere rintracciata nelle figure pensose degli Apostoli.
Del 1493 sono la Madonna col Bambino e Santi della Pinacoteca di Brera e la grande Annunciazione oggi nella Pinacoteca civica di Forlì e proveniente dalla Chiesa del Carmine, alla quale probabilmente lavorò con Melozzo; sempre in quell'anno collaborò ancora con Melozzo alla decorazione della cappella Feo in San Biagio a Forlì sua è la lunetta col Miracolo di san Giacomo, opera distrutta.
Altre opere conservate a Brera sono: L'incoronazione della Vergine coi Santi Francesco e Benedetto, il frammento Testa recisa di San Giovanni Battista e la Adorazione del Bambino.
Palmezzano si trasferì a Venezia nel 1495, dove secondo un documento del 1495 aveva aperto una bottega: dalla pittura lagunare riprende il gusto per i paesaggi, per la luminosità, e per le architetture formate da marmi mischi, ripreso quest'ultimo da Cima da Conegliano. Di Palmezzano, a Venezia, si può oggi vedere la Pietà con due angioletti (1529), alla Ca' d'Oro.
Del 1497 circa è la Madonna col Bambino e i santi Giacomo e Michele, conservata a Faenza.
Nel 1501 si recò a Matelica per realizzare la pala con la Madonna col Bambino e i santi Francesco e Caterina. Sicuramente, di passaggio a Pesaro, vide la pala di Giovanni Bellini con l'Incoronazione della Vergine da cui riprese l'iconografia della cimasa, con una Deposizione dal sepolcro. Degli stessi anni è la Crocifissione fra i santi Gualberto e Maddalena dell'abbazia di San Mercuriale.
Negli ultimi anni Palmezzano lavorò nella sua città natale, a Faenza e nelle valli che conducono a Firenze, a Cesena, a Ravenna.
Del 1506 è la Comunione degli apostoli di Forlì, con la lunetta  alla National Gallery di Londra; da qui in poi oltre agli influssi della pittura veneta subì anche quelli del Francia. Nello stesso anno fornì i disegni di tre cappelle da erigersi nella chiesa di San Francesco a Forlì
Nel 1517 progettò l'ospedale dei Battuti di Forlì.
Si spense a Forlì nel 1539. 
È sepolto nel cimitero monumentale cittadino.
Nel 2006 la sua città natale ha voluto onorarlo dedicandogli una grande mostra monografica in occasione dell'inaugurazione del nuovo complesso Museale San Domenico a Forlì.

## Opere

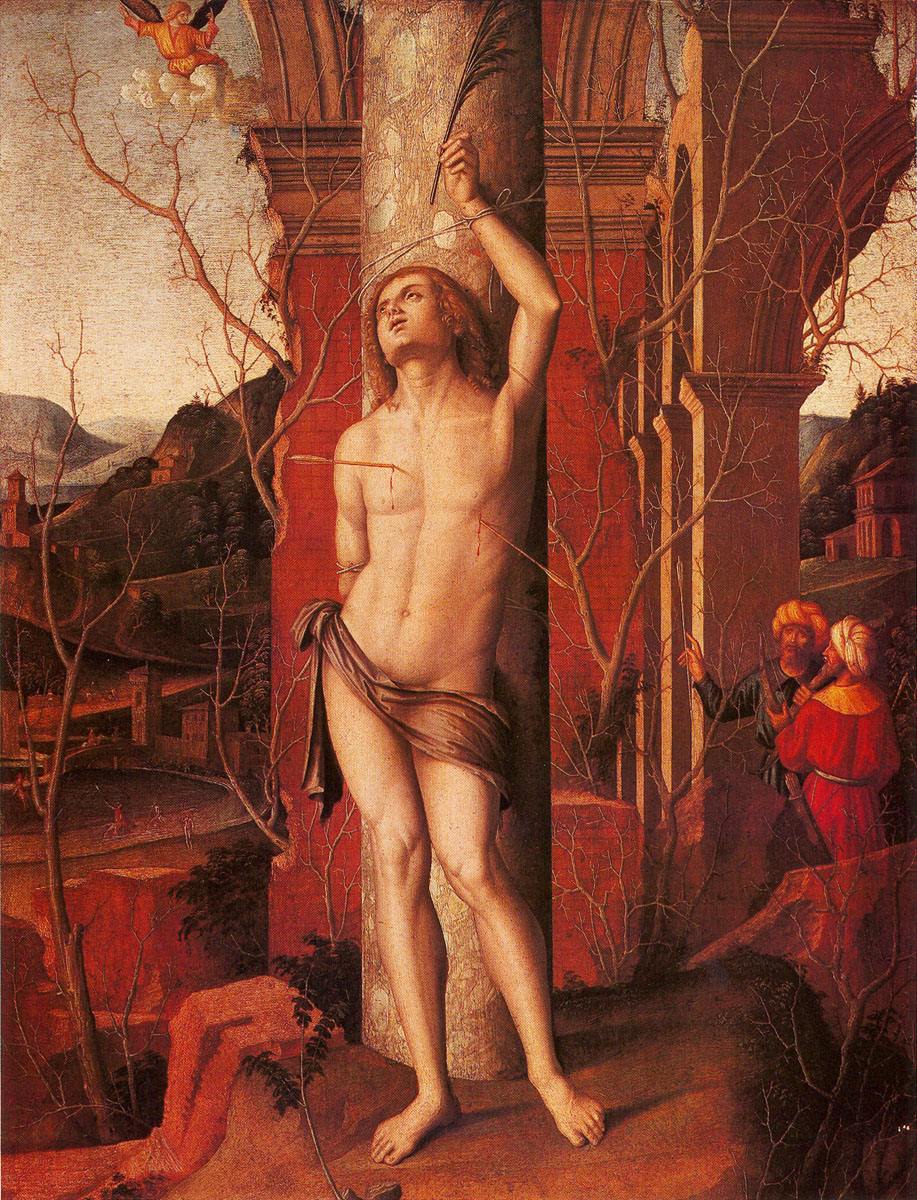
San Sebastiano, (Museo Cristiano, Esztergom)

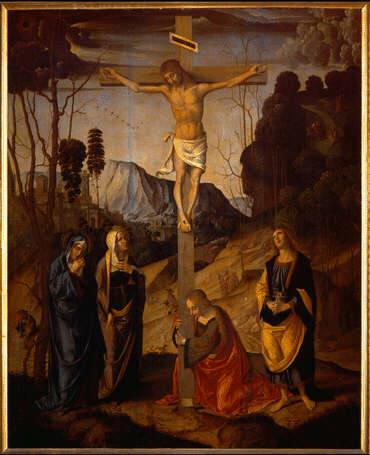
Crocifissione, (Uffizi, Firenze)

- Battesimo di Cristo, di datazione incerta, conservato alla National Gallery of Victoria di Melbourne().
- Il Crocifisso, la Madonna, i Santi Francesco, Chiara, Giovanni Evangelista e la Maddalena, nella Pinacoteca civica di Forlì.
- San Sebastiano, conservato al Museo Cristiano (Keresztény Múzeum) di Esztergom, presso Budapest: le poste ungheresi dedicarono a quest'opera un francobollo, riproducendovela.
- Madonna in trono che allatta il Bambino fra Sant'Antonio di Padova e Sant'Agostino, nella chiesa dei Santi Nicolò e Francesco, a Castrocaro Terme (FC)
- Madonna col Bambino in Trono, fra tre Angeli e quattro Santi, con relativa lunetta Il Padre Eterno, nella Chiesa di S. Maria degli Angeli, o dell'Osservanza, a Brisighella (RA)
- Adorazione dei Magi, con relativa lunetta Disputa di Gesù fra i Dottori, proveniente dalla pieve di Rontana ed ora conservata nella Collegiata di S. Michele Arcangelo, sempre a Brisighella[2]
- Crocifissione e santi, realizzata tra il 1500 e il 1510 e conservata alla Galleria degli Uffizi di Firenze.
- Cristo morto sostenuto da due angeli del 1510 conservato al Museo del Louvre a Parigi.
- Cristo come uomo dei dolori, conservato al Museo Liechtenstein di Vienna ().
- Sacra Famiglia con san Giovannino e santa Caterina d'Alessandria, una tempera su tavola di cm 57x78, ora alla Fondazione Cassa dei Risparmi di Forlì
- Sacra Famiglia con San Giovanni Battista e Santa Maria Maddalena, olio su tavola (cm 01,5 x 72,3), probabilmente del 1500-1505, conservata al Walters Art Museum di Baltimora.
- L'Immacolata col Padre Eterno in gloria e i santi Anselmo, Agostino e Stefano, una tempera su tavola di cm 450x250, conservata all'abbazia di San Mercuriale, nella Cappella Ferri, a Forlì.
- Madonna col Bambino in trono fra i santi Giovanni Evangelista e Caterina d'Alessandria, una tempera su tavola di cm 208x145, conservata a Forlì, nella Cappella del Palmezzano dell'Abbazia di S. Mercuriale.
- Crocifisso coi santi Gualberto e Maddalena, conservato a Forlì, nell'Abbazia di S. Mercuriale.
- Autoritratto, tavola di cm 55x45, ora alla Pinacoteca civica di Forlì
- Battesimo di Cristo una tavola di cm 90x70 ora alla Pinacoteca di Forlì.
- Presepe, una tempera su tavola di cm 70x94, conservata nella Pinacoteca civica di Forlì.
- Andata al Calvario, una tempera su tavola di cm 65x85, conservata Pinacoteca civica di Forlì.
- Andata al Calvario, una tempera su tavola di cm 65x85, firmata e datata 1537, conservata presso l'Accademia Tadini di Lovere.
- Cristo morto fra Nicodemo, Giovanni e la Maddalena, opera conservata nella Pinacoteca civica di Vicenza.
- La Comunione degli Apostoli, opera conservata Pinacoteca civica di Forlì.
- Glorificazione di san Antonio Abate in trono fra i santi Giovanni Battista e Sebastiano, detta anche Pala Ostoli, conservata nella Pinacoteca civica di Forlì.
- San Rocco, opera conservata nel Duomo di Forlì.
- Madonna col Bambino e Santi, opera conservata alla Pinacoteca di Brera a Milano
- Madonna col bambino in trono fra San Michele Arcangelo e San Giacomo minore, con la lunetta il Padre Eterno fra cherubini, conservata nella Pinacoteca comunale di Faenza ().
- Ancora nella Pinacoteca comunale di Faenza si conservano quattro tavole con Sant'Ambrogio (), San Gerolamo (), l'Arcangelo Raffaele e Tobiolo () e Sant'Agostino ().
- Annunciazione, a Forlimpopoli nella chiesa di Santa Maria dei Servi
- Madonna in trono coi santi Margherita e Giovanni Battista, tavola conservata a Dozza nella Chiesa Parrocchiale di Santa Maria Assunta
- Visitazione, conservata nella chiesa di Sant'Antonio Abate in Ravaldino, a Forlì
- Pietà con due angioletti[collegamento interrotto] (1529), conservata alla Ca' d'Oro, a Venezia.